# Okolicznik przyzwolenia
Okolicznik przyzwolenia – część zdania – rodzaj okolicznika, wyjaśniający jakie okoliczności mogłyby przeszkodzić w wykonaniu określonej czynności. Odpowiada na pytania: „pomimo czego”, „mimo co”, „wbrew komu”, „wbrew czemu”, „na przekór komu”, „na przekór czemu”. 

## Połączenia z przypadkami
Każde pytanie o okolicznik przyzwolenia łączy się z innym przypadkiem:
- z dopełniaczem w pytaniach "pomimo czego" "mimo czego" np. Poszedł pomimo deszczu (dopełniacz).
- z celownikiem w pytaniach "wbrew komu" "wbrew czemu", "na przekór komu", "na przekór czemu" np. Upił się wbrew zakazowi (celownik).

Przyimek "mimo" może być używany z biernikiem zaimków "to" i "co" np. Mimo to rozpłakali się (biernik).

## Zdanie podrzędnie złożone okolicznikowe przyzwolenia
Jest to zdanie, w którym okolicznik przyzwolenia zdania nadrzędnego został zastąpiony przez zdanie podrzędne (przyzwalające). Zdanie podrzędne mówi o niesprzyjających okolicznościach i przeszkodach, które jednak nie przeszkodziły w zajściu określonego zdarzenia wyrażonego w zdaniu nadrzędnym. Pytanie stawiane przez zdanie nadrzędne zdaniu podrzędnemu w tym rodzaju zdania to "pomimo czego", "mimo co", "wbrew komu", "wbrew czemu". 
Charakterystycznymi wskaźnikami zespolenia zdania przyzwalającego są:
- chociaż (np. Maria kąpała się w jeziorze, chociaż była noc.)
- choć (np. Szliśmy aż dwie godziny, choć były sprzyjające warunki.)
- choćby (np. Choćby nam było przegrać tę walkę, musimy zaryzykować.)
- mimo że (np. Zjadłem ciastko, mimo że nie mogę tego robić.)
- pomimo że (np. Pomimo że nie lubię wycieczek, ta mnie szczególnie zainteresowała.)
- jakkolwiek (np. Jakkolwiek nie zrobił, wymierz mu ostrą karę.)

oraz starsze, już nieużywane:
- lubo (np. Lubo niebawem przyszedł do siebie, nie oglądał jednak telewizji.)
- by (np. Bym miał zrobić, nie ustąpię.)
- żeby (np. Żeby mnie wsadzili do najokrutniejszego więzienia, to ucieknę.)
- acz (np. Maria, acz senna i niezadowolona, pracowała niczym mrówka.)
- aczkolwiek (np. Fizyka ma wiele wspólnego z matematyką, aczkolwiek widać spore różnice.).

### Przykłady zdań
- Piotr postanowił tańczyć (zdanie nadrzędne 1 stawia pytanie mimo co?), mimo że było bardzo późno.

- (zdanie nadrzędne 2 stawia pytanie mimo czego?) Żebyś mnie prosił nie wiem jak długo, nie dam się namówić na to ryzykowne przedsięwzięcie.

### Imiesłowowy równoważnik zdania okolicznikowego przyzwolenia
Można także użyć imiesłowowego równoważnika zdania okolicznikowego przyzwolenia, które zazwyczaj zawiera słowo "nawet" lub "chociaż" np.:
- Nawet nie lubiąc prawa, trzeba go przestrzegać.
- Żył, nawet trując się.
- Nie będąc zdolny do przyjaźni, byłem przecież zdolny do wielkiej miłości.